# Diiriye Guure
Diiriye Guure (1860 – 1920) là  Quốc vương của nước Darawiish từ năm 1895 cho đến khi 1920. Ông là Garad (Lãnh chúa), về sau là Vua của Dhulbhante. Giống các vua Nugaal khác, ông tự nhận danh hiệu Quốc vương Nugaal. Henry là vua thứ hai thuộc Nhà Shirshoore, kế vị phụ vương Garad Guure.
Ngoài hai cuộc hôn nhân, Diiriye Guure còn nổi tiếng bởi việc tách Dărawiish khỏi Đế quốc Anh.